# 技術性貿易障礙
技術性貿易障礙（英語：Technical barriers to trade，縮寫：TBTs），一類非關稅貿易壁壘，是各國用來規範市場、保護消費者或保護自然資源（以及其他目標）的截然不同的措施，但它們也可能被用來（或被外國認為）歧視禁止進口，保護國內產業。
由八個國際組織組成的工作小組——多機構支持小組 (MAST) 制定了2012年非關稅措施 (NTM) 分類，將TBT歸類為16個非關稅措施 (NTM) 章節之一。 在該分類中，TBT被歸類為B章，定義為「涉及技術法規的措施以及技術法規和標準符合性評估程序，但不包括WTO 《SPS協定》涵蓋的措施」。這裡的技術性貿易壁壘是指標籤要求、技術規格和品質標準標準以及其他保護環境的措施。B章也包括與技術要求相關的所有合格評定措施，例如認證、測試和檢驗。TBT的其他範例包括產品重量、尺寸或包裝的規則；成分或身份標準； 保存期限限制； 以及進口測試和認證程序。
《技術性貿易壁壘協定》規定了此類障礙的使用規則。然而，貿易專家普遍認為，技術性貿易壁壘很可能被進口國濫用為不透明（隱藏或不明確）的貿易障礙。 （參見透明度。）
經濟合作暨發展組織一直致力於透過ISTR模板使通用標準化變得更加容易，允許通用標準幫助實施WTO協議。

## 外部連結
- ITC's Market Access Map （页面存档备份，存于）, interactive portal providing information on customs tariffs and market requirements.
- ITC's Non-Tariff Measures Business Survey （页面存档备份，存于） database, including regulatory and procedural obstacles that trading companies face both at home and abroad.